# Rhoda Williams
Rhoda Williams (19 juillet 1930, Denver, Colorado - 8 mars 2006, Eugene, Oregon) était une actrice américaine, active notamment dans le doublage. Elle a fait des apparitions dans des films et émissions télévisées, parmi lesquels Cendrillon des studios Disney (en tant que Javotte Tremaine).

## Filmographie
- 1963 : Ma femme est sans critique (Critic's Choice) de Don Weis